# Robot
Robot je stroj, ki ga nadzoruje računalnik in ga lahko programiramo, da samostojno opravlja določeno opravilo. Robote pogosto uporabljamo v industriji za prenašanje materiala ali za izvajanje ponavljajočih se opravil. Tako lahko na primer robotsko roko, pritrjeno na delovno mizo, uporabljamo za barvanje delov stroja ali sestavljanje elektronskih vezij. Drugi roboti so zasnovani za delo v človeku nevarnih okoljih: na primer pri deaktiviranju bomb ali pri raziskovanju vesolja oz. morskih globin. Nekateri roboti so opremljeni s tipali, na primer za dotik ali svetlobo, in so programirani tako, da lahko na osnovi podatkov z njih sprejemajo enostavne odločitve.

## Etimologija izraza
Izraz »robot« se je prvič pojavil v gledališki igri Karla Čapka, R.U.R. (Rossumovi Univerzalni Roboti), leta 1920, verjetno pa si ga je izmislil pisateljev brat, slikar Josef Čapek.

## Roboti v umetnosti
Roboti, opremljeni z umetno inteligenco, so zelo razširjen element v žanru znanstvene fantastike, bodisi kot protagonisti, bodisi kot antagonisti ali povsem stranski liki. Rusko-ameriški pisatelj Isaac Asimov je znan kot posebej plodovit pisec zgodb z roboti v glavnih vlogah, ki je v svojih delih pogosto raziskoval interakcijo med inteligentnimi roboti in človeško družbo. V njih je med drugim opisal tri zakone robotike kot zbirko ukazov, ki naj bi bili vprogramirani v robote da bi čim bolj zmanjšali tveganje za ljudi. V svoji kratki zgodbi »Lažnivec!« je tudi prvi uporabil izraz »robotika« za področje tehnike, ki se ukvarja s konstruiranjem robotov.